# Groene korstmosuil
De groene korstmosuil (Nyctobrya muralis, voorheen in geslacht Cryphia geplaatst) is een nachtvlinder uit de familie Noctuidae, de uilen. De voorvleugellengte bedraagt tussen de 12 en 15 millimeter. De imago heeft een goede schutkleur tegen sommige korstmossen. De soort overwintert als rups.

## Waardplanten
De groene korstmosuil gebruikt diverse korstmossen als waardplant.

## Voorkomen in Nederland en België
De groene korstmosuil is in Nederland en België een zeldzame vlinder, die voorkomt onder de lijn Amsterdam-Zwolle. De vliegtijd is van half juni tot begin september in één generatie.